# Ајдин (вилајет)
Ајдински вилајет (тур. Aydın ili) је вилајет у југозападној Турској на обали Егејског мора. Административни центар вилајета је град Ајдин. Други значајни градови су летовалишта Дидим и Кушадаси.

## Историја
Ајдин су основали Трачани. Касније су овом облашћу владали Спартанци, Фрижани, Јонци, Лиђани, Персијанци и Римљани. Године 1186. су ову област преузели Селџуци а касније 1426. Османско царство.

## Географија
Суседни вилајет су Маниса на североистоку, Измир на северу, Денизли на истоку и Мугла на југу.
Централни и западни делови вилајета је плодна равница кроз коју протиче највећа река која се улива у Егејско море - Бијик Мендерес. На западу вилајет излази на Егејско море. Клима је типична за егејски регион са врућим летима.
Главни извори прихода су туризам и пољопривреда.
Градови на обали Дидим и Кушадаси су веома популарне туристичке дестинације. У Дидиму се налази храм Аполона, плаже и античке руине града Милета. У вилајету се налазе већи број археолошких места.
Ајдин је познат по великој производњи смокви и извозу сушених смокви. Поред тога у Ајдину се производе маслине, памук, цитрусно воће, лубенице и друго воће.